# Xenanastatus padus
Xenanastatus padus is een vliesvleugelig insect uit de familie Eupelmidae. De wetenschappelijke naam is voor het eerst geldig gepubliceerd in 1998 door Narendran.